# Нинон Севиля
Ниньон Севиля (на испански: Ninón Sevilla) е мексикано-кубинска актриса и танцьорка. Обявена е за една от най-големите кубински звезди.

## Избрана филмография (сериали)
- Дивата Роза (1987)
- Когато дойде любовта (1989/90)
- Узурпаторката (1998)
- Росалинда (1999)
- Три жени (1999)

## Избрана филмография
- Carita de Cielo (1946)
- Pecadora (1947)
- Señora Tentación (1948)
- Revancha (1949)
- Coqueta (1949)
- Perdida (1950)
- Aventurera (1950)
- Víctimas del Pecado (1951)
- Sensualidad (1951)
- No niego mi pasado (1952)
- Llevame en tus brazos (1953)
- Mulata (1954)
- Yambao (1957)
- Mujeres de Fuego (1959)
- Zarzuela 1900 (1959)
- Noche de Carnaval (1983)